# Mai 1785

## Événements
- 6 mai, Iran : le Kadjar Agha Mohammad Khan prend possession d'Ispahan après sa victoire sur les Zand. Jafar Khan se replie à Chiraz[1]. En juin, Agha Mohammad entreprend de soumettre les régions de Peria et de Lorestan mais est battu par les Lors et les Bakhtiaris[1].

- 8 mai : l'infant de Portugal João épouse Charlotte-Joachime d'Espagne[2].

- 20 mai, États-Unis : la Land Ordinance of 1785 est adoptée par le Congrès de la Confédération. Les Articles de la Confédération interdisent au congrès d'imposer directement sur les habitants des États-Unis. Par conséquent, le but immédiat de l'ordonnance est de réunir de l'argent par la vente de terres dans les territoires de l'ouest des colonies. En outre, l'acte prévoit l'organisation politique de ces territoires.

## Naissances
- 14 mai : Micah Taul, parlementaire américain (27 mai 1850).
- 16 mai : Antoine Béranger, peintre et graveur français († 21 avril 1867).

## Décès
- 8 mai :
  - Étienne François, duc de Choiseul, à Paris (1719-1785).
  - Pietro Longhi, peintre vénitien (1702-1785).